# Stazione di Blumenau
La stazione di Blumenau (in tedesco Bahnhof Blumenau) è una fermata ferroviaria a servizio di Jona, quartiere del comune svizzero di Rapperswil-Jona, sulla ferrovia Rapperswil-Ziegelbrücke.

## Storia
La fermata fu attivata il 15 febbraio 1859, in occasione dell'apertura della linea Rapperswil-Ziegelbrücke.

## Strutture e impianti
La fermata dispone di un binario dotato di marciapiede per il servizio passeggeri. È dotata di una piccola sala d'attesa.

## Movimento
La fermata è servita da treni a cadenza semioraria sulla relazione Rapperswil - Ziegelbrücke o Sargans (linee S7 e S16 della rete celere di San Gallo)..

## Servizi
Nella stazione sono presenti:
- Biglietteria automatica
- Sala d'attesa

Inoltre, sono presenti parcheggi di interscambio per automobili e biciclette.